# Münzschatz von Filsum

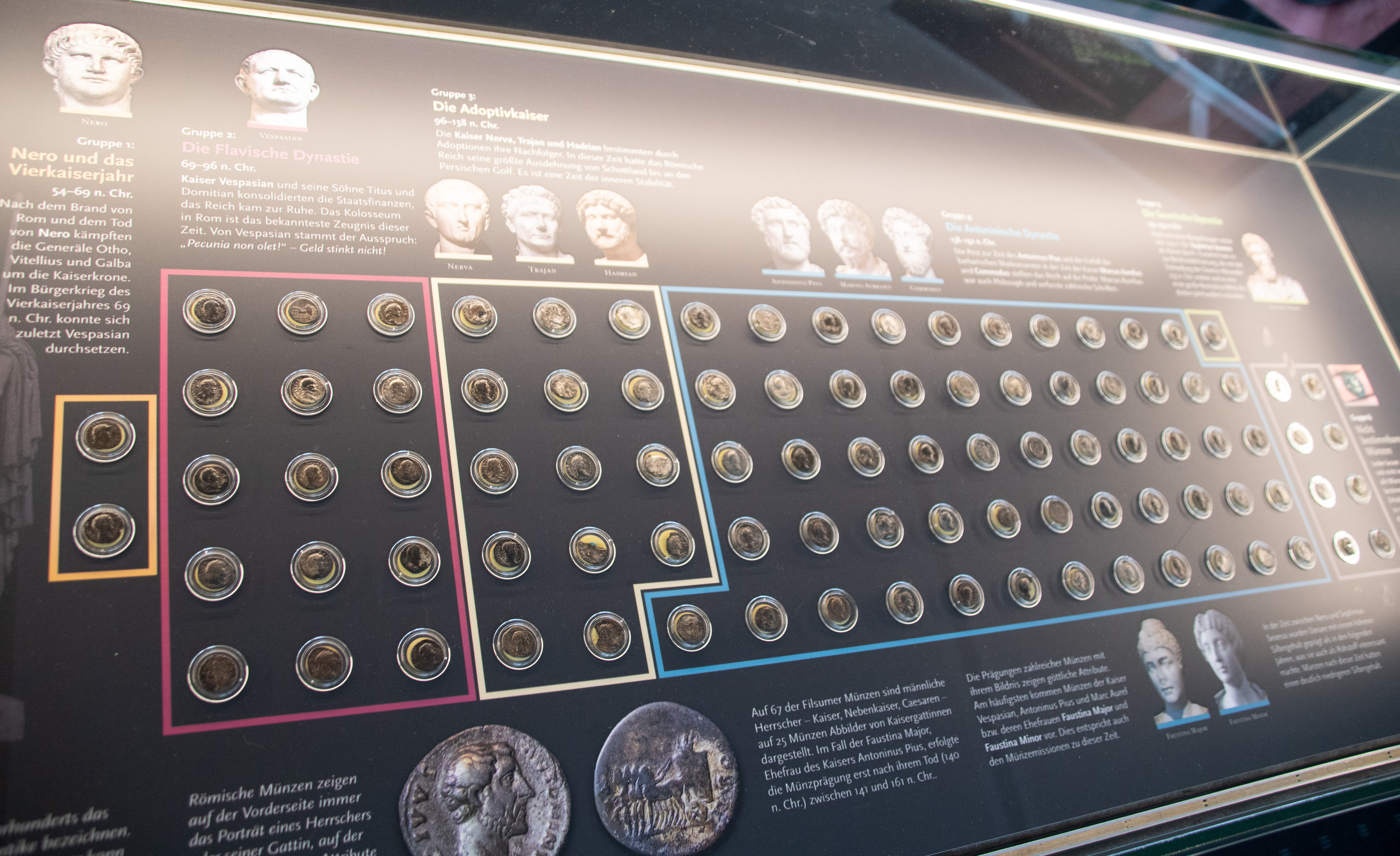
Der Münzschatz von Filsum in der ersten Ausstellung in Remels, 2023

Der Münzschatz von Filsum umfasst 96 römische Silbermünzen, die im Jahr 2021 auf einem Acker bei Filsum in Niedersachsen gefunden wurden. Die älteste Münze weist ein Porträt von Kaiser Nero aus der Zeit um 69 n. Chr. auf. Die Schlussmünze zeigt Kaiser Septimius Severus, dessen Regierungszeit 211 endete.

## Forschungsgeschichte
Bereits um 1850 wurde bei Filsum ein größerer Münzschatz mit römischen Denaren gefunden. Überlieferungen zufolge soll ihn ein Hirtenjunge entdeckt haben. Die Münzen wurden an Münzkabinette in Göttingen, Hannover, Münster und Wolfenbüttel verteilt und gingen zum Teil auch in Privatbesitz über. Vermutlich waren es etwa 100 Silbermünzen aus dem 1. und 2. Jahrhundert n. Chr. Diese Münzen lassen sich heute nicht mehr dem Fundort zuweisen.
Bei einer Revision des Magazins der Kreisarchäologie Stade wurden römische Münzen aus dem 4. Jahrhundert wiedergefunden, die aus Ostfriesland stammten. Eine darauf folgende Befragung von Münzsammlern ergab Hinweise auf ein Fundareal bei Filsum. Im Auftrag des archäologischen Forschungsinstituts der Ostfriesischen Landschaft suchten ehrenamtlich tätige Sondengänger eine sieben Hektar große Verdachtsfläche monatelang ab und wurden im Frühjahr 2021 fündig. Durch weitere Begehungen konnten sie den Fundbereich auf etwa 2000 m² eingrenzen. Bei Sondagen mithilfe eines Baggers wurden in dem Bereich 96 Münzen und Münzfragmente geborgen. Sie befanden sich in keinem archäologischen Zusammenhang mehr, da der Boden in der Vergangenheit intensiv landwirtschaftlich bearbeitet worden war, unter anderem durch Tiefpflügen.
Die Münzen sind nicht gut erhalten, ließen sich aber meist numismatisch bestimmen. Nach der Bergung wurden sie restauriert und konserviert. Experten schätzen ihren Sammlerwert auf einige tausend Euro. Der Münzfund wurde im November 2022 veröffentlicht. Erstmals in einer Ausstellung wird er ab März 2023 in Remels gezeigt.

## Bedeutung
Laut dem Leiter des archäologischen Forschungsinstituts der Ostfriesischen Landschaft, Jan F. Kegler, sind römische Funde in Norddeutschland sehr selten. Der Münzfund illustriere einen Geld- oder Materialtransfer vom Römischen Reich ins rechtsrheinische Germanien (Germania magna) und belege Kontakte zwischen Germanen und Römern. Die damalige Grenze bildete der Niedergermanische Limes, der entlang des Rheins in fast 200 km Entfernung von Filsum verlief. Darüber, wie die Münzen nach Filsum gekommen sind, gibt es verschiedene Theorien. Laut den Forschern könnten die Münzen durch Händler oder den Tausch von Waren nach Ostfriesland gelangt sein oder es handelt sich um den mitgebrachten Sold von Söldnern von der römischen Grenze.